# أوكلوس (علامة تجارية)
أوكلوس هي علامة تجارية أمريكية تابعة لشركة ميتا كانت تعرف بـ (بالإنجليزية: Oculus VR, LLC)‏.

## وصلات خارجية
- الموقع الرسمي